# Кубок Першого каналу (хокей) 2007
Кубок Першого каналу 2007 — 40-й міжнародний хокейний турнір у Росії, проходив 13—16 грудня 2007 року в Москві у рамках Єврохокейтуру. Матч Чехія — Швеція пройшов у Празі. 

## Результати та таблиця
| 1. | Росія     | *** | 4:1      | 5:1      | 2:0 | 3 | 3 | 0 | 0 | 0 | 11:2  | 9 |
| 2. | Фінляндія | 1:4 | ***      | 6:5 бул. | 3:2 | 3 | 1 | 1 | 0 | 1 | 10:11 | 5 |
| 3. | Чехія     | 1:5 | 5:6 бул. | ***      | 5:4 | 3 | 1 | 0 | 1 | 1 | 11:15 | 4 |
| 4. | Швеція    | 0:2 | 2:3      | 4:5      | *** | 3 | 0 | 0 | 0 | 3 | 6:10  | 0 |

М — підсумкове місце, І — матчі, В — перемоги, ВБ (ВО) — перемога по булітах (овертаймі), ПБ (ПО) — поразка по булітах (овертаймі), П — поразки, Ш — закинуті та пропущені шайби, О — очки

## Найкращі гравці турніру
| Воротар  | Олександр Єременко |
| Захисник | Мікко Луома        |
| Нападник | Олег Саприкін      |

## Команда усіх зірок
| Воротар  | Олександр Єременко |
| Захисник | Пасі Пуйстола      |
| Захисник | Данило Марков      |
| Нападник | Олег Саприкін      |
| Нападник | Федір Федоров      |
| Нападник | Еса Пірнес         |

## Найкращі бомбардири
| Місце | Гравці          | Голи | Паси | Очки |
| ----- | --------------- | ---- | ---- | ---- |
| 1.    | Федір Федоров   | 3    | 2    | 5    |
| 2.    | Степан Гржебейк | 2    | 2    | 4    |
| 3.    | Яркко Іммонен   | 1    | 3    | 4    |